# Radioactive Man (Les Simpson, saison 7)
Pour les articles homonymes, voir Radioactive Man.
Radioactive Man (France) ou L'Homme radioactif (Québec) (Radioactive Man) est le 2e épisode de la saison 7 de la série télévisée d'animation Les Simpson. Il s'agit du premier épisode des Simpson à avoir été animé et coloré par ordinateur.

## Synopsis
Un film va être produit et consacré à Radioactive Man, le personnage de comic préféré de Bart. Le film sera tourné à Springfield. Des auditions pour le rôle d'Atomic Boy le protégé de Radioactive Man, sont prévues.
Les auditions se déroulent à l'école et la plupart des enfants se présentent. Bart est très bon pour le rôle, malheureusement il est trop petit de deux centimètres. Il tente l'impossible pour grandir le plus vite. Il semble y arriver pour le dernier jour de casting, mais trop tard, Milhouse passe avant lui et convient parfaitement pour le jury.